# Hercegszántó
Hercegszántó là một thị trấn thuộc hạt Bács-Kiskun, Hungary. Thị trấn này có diện tích 68,55 km², dân số năm 2010 là 1957 người, mật độ 29 người/km².